# Forum Music Village
I Forum Studios sono gli studi di registrazione fondati a Roma nel 1970 da Luis Bacalov, Ennio Morricone, Piero Piccioni e Armando Trovajoli, il compositore e direttore d’orchestra Bruno Nicolai, i fonici Sergio Marcotulli e Pino Mastroianni, e il manager Enrico De Melis. Sono gli studi di registrazione italiani più importanti in termini di patrimonio e acustica, con una superficie totale di più di mille metri quadrati di spazio dedicato alla registrazione e post-produzione musicale.
Gli studi sorgono negli ambienti inferiori della Basilica del Sacro Cuore Immacolato di Maria in piazza Euclide, nel quartiere Pinciano, progettata dall’architetto Armando Brasini negli anni 1920 del secolo scorso e inaugurata nel 1952.
Negli studi sono inoltre presenti diversi strumenti musicali originali del 1970, soprattutto orchestrali.

## I crediti degli studi

### Album registrati o mixati
- Fabrizio De André
  - Non al denaro, non all'amore né al cielo (1971)
  - Storia di un impiegato (1973)

- New Trolls
  - Concerto grosso per i New Trolls (1971)

- Bruno Nicolai
  - La coda dello scorpione (1971)
  - La dama rossa uccide sette volte (1972)
  - Il tuo vizio è una stanza chiusa e solo io ne ho la chiave (1972)
  - Perché quelle strane gocce di sangue sul corpo di Jennifer? (1972)
  - Tutti i colori del buio (1972)

- Franchi Giorgetti Talamo
  - Il vento ha cantato per ore tra i rami dei versi d'amore (1972)

- Amedeo Minghi
  - Amedeo Minghi (1973)

- Amália Rodrigues
  - A una terra che amo (1973)

- Il Giardino dei Semplici
  - M'innamorai / Una storia (1975)

- Alessandro Alessandroni
  - Sangue di sbirro (1976)

- Enzo Jannacci
  - Tira a campà dall'album O vivere o ridere (1976)

- Goblin
  - Cherry Five (1975)
  - Roller (1976)

- Ennio Morricone
  - La smagliatura (1975)
  - Autostop rosso sangue (1977)
  - Dedicato al mare Egeo (1979)
  - Cacciatori Di Navi (1990)
  - Una pura formalità (1994)
  - Come un delfino (2011)
  - La migliore offerta (2013)

- Piero Piccioni, Ennio Morricone, Franco Bixio, Fabio Frizzi & Vince Tempera
  - Dove vai in vacanza? (1978)

- Pino Donaggio
  - Hercules

- Edoardo De Angelis
  - Mia Madre Parla A Raffica (1984)

- Amii Stewart
  - Friends (1985)

- Jon & Vangelis
  - Page of Life (1991)

- Luis Bacalov
  - Il Postino (1995)

- Massimo Di Cataldo
  - Siamo nati liberi (1995)
  - Anime (1996)

- Nicola Piovani
  - Colonna sonora de La vita è bella (1997)

- Carmen Consoli
  - Confusa e felice (1997)

- Alessandro Safina
  - Insieme a te (1999)

- Black Lung & Xingu Hill
  - The Andronechron Incident (1999)

- Stefano Reali e Jacopo Fiastri
  - Colonna sonora de Le ali della vita (2000)

- Dulce Pontes
  - Focus (2003)

- Yo-Yo Ma
  - Yo-Yo Ma Plays Ennio Morricone (2004)

- Charlie Haden
  - Not in Our Name (2005)

- Seu Jorge
  - The Life Aquatic Studio Sessions (2005)

- Morrissey
  - Ringleader of the Tormentors (2006)

- Sunn O)))
  - Big Church [Megszentségteleníthetetlenségeskedéseitekért] sull'album Monoliths & Dimensions

- Danger Mouse, Jack White, Norah Jones e Daniele Luppi
  - Rome (2011)

- Mokadelic
  - ACAB (2012)

- Paolo Buonvino
  - Colonna sonora de L'ultima ruota del carro (2013)
  - Colonna sonora di Mi rifaccio vivo (2013)

- Claudio Baglioni
  - In questa storia che è la mia (2020)

- Renato Zero
  - Presente (2009)
  - Amo - Capitolo I (2013)

### Colonne sonore registrate o mixate nello studio
- Ennio Morricone
  - C'era una volta in America (1984)

- Luis Bacalov
  - Il postino (1995)

- Ivan Iusco
  - Ho voglia di te (2007)

- Ennio Morricone
  - Come un delfino (2011)

- Stefano Lentini
  - Bakhita - La santa africana (2009)
  - Braccialetti rossi 1 (2010)
  - Braccialetti rossi 2 (2011)
  - Braccialetti rossi 3 (2013)
  - La porta rossa 1 (2017)
  - La porta rossa 2 (2019)
  - Sopravvissuti (serie televisiva)

- Carmine Padula
  - La sposa (2022)